# Casanova Junior
Pour plus de détails, voir Fiche technique et Distribution.

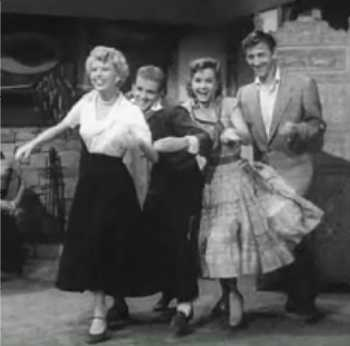
Image de la bande annonce du film.

Casanova Junior (titre original : The Affairs of Dobie Gillis) est un film américain réalisé par Don Weis, sorti en 1953.

## Fiche technique
- Titre original : The Affairs of Dobie Gillis
- Titre français : Casanova Junior
- Réalisation : Don Weis
- Scénario : Max Shulman
- Direction artistique : Cedric Gibbons et Leonid Vasian
- Photographie : William C. Mellor
- Montage : Conrad A. Nervig
- Société de production : Metro-Goldwyn-Mayer
- Pays d'origine : États-Unis
- Format : Noir et blanc — 35 mm — 1,37:1 — Son : Mono
- Genre : Comédie, Film musical
- Durée : 72 minutes
- Date de sortie : 1953

## Distribution
- Debbie Reynolds : Pansy Hammer
- Bobby Van : Dobie Gillis
- Barbara Ruick : Lorna Ellingboe
- Bob Fosse : Charlie Trask
- Hanley Stafford : George Hammer
- Lurene Tuttle : Mme Eleanor Hammer
- Hans Conried : Professeur Amos Pomfritt
- Charles Lane : Professeur de chimie Obispo
- Kathleen Freeman : 'Happy Stella' Kowalski
- Almira Sessions : Tante Naomi